# Marc-Olivier Wahler
Marc-Olivier Wahler est un directeur de musée, commissaire d’expositions et critique d’art né en 1964 à Neuchâtel.  
Il a dirigé le  Palais de Tokyo à Paris de 2006 à 2012, le Swiss Institute à New York de 2000 à 2006 et le CAN à Neuchâtel de 1995 à 2000.  
Il a également été directeur du MSU Broad Museum at MSU (Eli and Edythe Broad Art Museum at Michigan State University) à East Lansing (Michigan) de 2016 à 2019 ; le directeur et cofondateur de Chalet Society à Paris depuis 2012 ; et le curateur du parc de sculptures "Transformer" à Melides (Portugal) depuis 2012. 

## Biographie
En 1987, après des études d’histoire de l’art et de philosophie aux universités de Neuchâtel et Lausanne, Marc-Olivier Wahler enseigne l’histoire de l’art et la littérature anglaise au Lycée Denis de Rougemont de Neuchâtel. En 1993, il est nommé conservateur au Musée des Beaux-arts de Lausanne et rejoint ensuite l’équipe du MAMCO à Genève, où il participe à la mise en place du projet et à la présentation des collections.

### CAN - Centre d'art, Neuchâtel
En 1995, Marc-Olivier Wahler est cofondateur du CAN Centre d’art Neuchâtel, dont il assure la direction artistique pendant six années, optant pour une programmation résolument internationale.

### Swiss Institute, New York
Après avoir dirigé l’exposition décennale d’art dans l’espace public de Bienne, Suisse, en 2000 (Transfert), il prend ensuite la direction du Swiss Institute – Contemporary Art (SI), centre d’art contemporain indépendant, à New York (2000-2006). 

### Palais de Tokyo, Paris
Nommé directeur du Palais de Tokyo à Paris (février 2006), Marc-Olivier Wahler s’est attaché à consolider les structures administratives et artistiques du centre d’art, développer un nouveau modèle économique et renforcer l’influence de l’institution sur la scène artistique tant nationale qu’internationale. Il réalise avec son équipe entre 30 et 40 expositions par année réparties en différentes sessions. Des expositions monographiques ont été consacrées à des artistes tels que Tatiana Trouvé, Peter Coffin, Steven Parrino, Jonathan Monk, Roman Signer, Christoph Büchel, Joachim Koester, Loris Gréaud, Charlotte Posenenske, Micol Assael, Ceal Floyer, Michel Blazy, Ulla von Brandenburg, Oscar Tuazon. Les expositions collectives ont joué un rôle central dans une programmation qui débuta avec Cinq milliards d'années, prologue d’un projet d’envergure décliné sur les six ans de son mandat et questionnant les notions d’espace-temps et les limites du visible (Superdome, 2008 ; Gakona, 2009 ; Spy Numbers, 2009 ; Chasing Napoleon, 2009-2010). Le programme offrait une fois par année des cartes blanches à des artistes pour réaliser en tant que commissaires des projets hors-normes (Ugo Rondinone, 2007 ; Jeremy Deller, 2008 ; Adam McEwen, 2010 ; John M. Armleder, 2011). Parallèlement, le programme des Modules invitait chaque mois deux à trois artistes de la jeune scène émergente en France. Cette programmation s'accompagnait d'un projet international (les CHALETS DE TOKYO), et de la création par des artistes d'un hôtel puis d'un restaurant  sur le toit de l’institution.  

### Chalet Society, Paris
Il fonde en 2012 Chalet Society. Il y présente tout d’abord des artistes outsiders dans le cadre d'une exposition itinérante, The Museum of Everything, puis un laboratoire permettant de tester différents formats d’exposition. Il y monte également une exposition basée sur des archives de l’artiste Jim Shaw.   
Il a organisé à ce jour plus de 400 expositions, principalement en tant que directeur/curateur d’institutions, mais également en tant que commissaire indépendant dans des villes telles que Sao Paulo, Buenos Aires, Zurich, Lausanne, Bienne, Genève, Paris, Dijon, Marrakech, Madrid, Turin, Lisbonne, Coimbra et Los Angeles.  

### MSU Broad Museum, Michigan
Directeur de l’institution entre février 2016 et janvier 2019, il a organisé de nombreuses expositions, notamment la première rétrospective de Michel Parmentier outre-Atlantique, une exposition des premières œuvres de Jim Shaw et Mike Kelley et une grande exposition sur David Lamelas.  Il a également créé l'espace collaboratif et communautaire MSU Art Lab en juin 2018. De retour à Paris en 2019, il y crée un nouveau centre d'art baptisé Paris Art Lab.

### MAH - Musée d’art et d’histoire, Genève
En Juin 2019, Marc-Olivier Wahler est nommé pour diriger le Musée d’art et d’histoire de Genève. Sa mission principale est de guider le MAH à travers un processus de restauration et d’agrandissement. Le projet nommé "MAH de demain" est conçu pour offrir de nouvelles expériences à chaque visiteur, adoptant le concept de Musée multifréquences © créé par Marc-Olivier Wahler. Ce concept s'adresse à différents types de publics avec diverses motivations de visite. Les espaces du musée sont conçus pour encourager diverses modalités de présence et interactions avec les œuvres. Certains espaces sont dédiés à la contemplation, tandis que d'autres favorisent des expériences collectives (salons de lecture, espaces de méditation, salle de co-working etc.).
Au niveau de la programmation, il met en place de grandes expositions Carte Blanche avec des artistes et curateurs de renommée internationale qui sont invités à revisiter la collection du MAH: Jakob Lena Knebl  en 2021, Jean-Hubert Martin en 2022, Ugo Rondinone en 2023, Wim Delvoye en 2024. En 2025 c’est l’artiste new-yorkaise Carol Bove qui se voit offrir une carte blanche.

## Publications
En tant que critique d’art, Marc-Olivier Wahler écrit régulièrement sur l'art contemporain. Il publie notamment les cinq volumes de l’encyclopédie Du Yodel à la physique quantique ainsi que de nombreux catalogues d’expositions. Son travail théorique sur la fonction du langage dans le monde de l’art fait régulièrement l’objet de conférences en Europe, Asie et Amérique.
Marc-Olivier Wahler est également le fondateur du magazine PALAIS /, édité par le Palais de Tokyo depuis 2006. Il en fut le directeur de publication jusqu'en 2012..
En janvier 2022, il crée le magazine MAGMAH, édité par le Musée d'art et d'histoire de Genève, dont il est le directeur de publication.  

## Distinctions
Marc-Olivier Wahler remporte en Suisse le Prix fédéral d'art en médiation d'art en 2000 et 2004 et est décoré en France de l'Ordre de Chevalier des Art et des Lettres en 2011.